# Jaap Eden
Jacobus Johannes "Jaap" Eden (ur. 19 października 1873 w Groningen – zm. 3 lutego 1925 w Haarlemie) – holenderski kolarz torowy, szosowy oraz panczenista, trzykrotny mistrz świata w wieloboju i dwukrotny medalista torowych mistrzostw świata.

## Kariera

### Łyżwiarstwo
Pierwsze sukcesy sportowe Jaap Eden odnosił w łyżwiarstwie szybkim. W 1891 roku wystartował na mistrzostwach świata w wieloboju w Amsterdamie, gdzie był między innymi trzeci w wyścigu na pół mili, ale ostatecznie nie został sklasyfikowany. Dwa lata później wystąpił na Mistrzostwach Świata w Wieloboju 1891 również rozgrywanych w Amsterdamie. W zawodach tych był najlepszy na 500 oraz 1500 m i mimo nieukończenia wyścigu na 10 000 m zdobył złoty medal. Zwycięstwo to dało mu tytuł pierwszego w historii oficjalnego mistrza świata w wieloboju. Tytułu nie obronił na MŚ w Sztokholmie w 1894 roku, ale odzyskał go już podczas mistrzostw w Hamar w 1895 roku. Złoty medal w tej konkurencji zdobył również podczas mistrzostw świata w Sankt Petersburgu w 1896 roku, gdzie wygrał wszystkie konkurencje. Ponadto Eden ustanowił pięć rekordów świata: na 1500 m w 1893 i 1895 roku, na 10000 m w 1894 i 1895 roku oraz 5000 m w 1894 roku.

### Kolarstwo
Holender odnosił również sukcesy w kolarstwie. Już w 1893 roku wygrał szosowe kryterium w Goudzie, oraz tytuły mistrza kraju w szosowym wyścigu ze startu wspólnego i w sprincie amatorów. Na rozgrywanych rok później torowych mistrzostwach świata w Antwerpii zdobył srebrny medal w sprincie, ulegając jedynie Niemcowi Augustowi Lehrowi. W tej samej konkurencji zwyciężył na mistrzostwach świata w Kolonii, wyprzedzając Duńczyka Christiana Ingemanna Petersena oraz reprezentanta gospodarzy Jeana Schaafa. Łącznie zdobył po trzy tytuły mistrza Holandii, zarówno w kolarstwie torowym, jak i szosowym. Ponadto w 1896 roku zajął trzecie miejsce w Grand Prix Paryża. Nigdy nie wystąpił na igrzyskach olimpijskich.
Jaap Eden jest pierwszym sportowcem i jedynym mężczyzną, który zdobył tytuły mistrza świata w kolarstwie oraz w łyżwiarstwie szybkim. Oprócz niego dokonały tego dwie kobiety: Amerykanka Sheila Young oraz reprezentantka NRD Christa Rothenburger.